# مارگارت بوفرت، کنتس دوون
مارگارت بوفرت، کنتس دوون (انگلیسی: Margaret Beaufort, Countess of Devon؛ ‏ تلفظ نام‌خانوادگی: ‎/ˈboʊfərt/‎ BOH-fərt؛  ‏ حوالی ۱۴۰۹ – ۱۴۴۹) نجیب‌زادهٔ اهل پادشاهی متحد بریتانیای کبیر و ایرلند بود.

## خانواده
او دومین و کوچترین دختر جان بوفرت، نخستین ارل سامرست و مارگارت هالند و نتیجهٔ ادوارد سوم بود.
خواهر و برادران وی عبارت بودند از:
- هنری بوفرت، دومین ارل سامرست
- جون بوفرت، ملکه اسکاتلند
- جان بوفرت، نخستین دوک سامرست
- توماس بوفرت، کنت پرش
- ادموند بوفرت، دومین دوک سامرست